# Pingstkyrkan, Karlskoga
Pingstkyrkan är en kristen frikyrka i centrala Karlskoga vid Centralplan i kvarteret Domherren. Kyrkan ritades av Åke Porne på 1950-talet.